# Name That Tune - Indovina la canzone
Name That Tune - Indovina la canzone è stato un game show televisivo italiano, andato in onda in prima serata su TV8 dal 15 settembre 2020 all'8 marzo 2023 per le prime due edizioni con la conduzione di Enrico Papi e nelle due successive con la conduzione di Ciro Priello e Fabio Balsamo dei The Jackal.
Il programma, prodotto da Banijay Italia, era basato tanto sull'omonimo format statunitense, quanto sul programma televisivo Sarabanda, condotto dallo stesso Papi.

## Il programma

### Format
In ogni puntata, due squadre composte da quattro personaggi famosi (cantanti, attori, comici, protagonisti della TV e del mondo del web) prendono parte a vari giochi di carattere musicale. Al termine di ogni puntata, la squadra vincitrice ottiene il diritto di tornare in gara la settimana successiva, in sfida contro una nuova squadra avversaria. Il numero di manche vinte determina il numero di jolly con cui le due squadre si presentano al gioco finale della trasmissione, intitolato 7x30.
Il programma si avvale anche dell'orchestra dal vivo diretta dal maestro Valeriano Chiaravalle.

### Sfide

#### Prove attuali
- Playlist (ed. 1-4): in questo gioco, ogni caposquadra sceglie uno degli otto argomenti e sceglie quale componente schierare su una base di brani inerenti alla categoria scelta. Ad ogni duello, il primo che indovina l'intro di due canzoni si aggiudica il punto. Al termine del gioco, la squadra che ha accumulato più punti si aggiudica il jolly. Per stabilire chi inizia per primo, i due capisquadra devono indovinare il motivo suonato dall'orchestra e il più veloce sceglie chi schierare per ogni duello e l'argomento. In caso di parità, ci sarà uno spareggio tra capisquadra e chi indovina per primo si aggiudica il jolly. Nella seconda edizione gli argomenti vengono proposti all'inizio del turno e conquista il jolly la prima squadra che totalizza otto punti.
- Cuffie (ed. 1-4): in questa prova, un componente per squadra deve indossare una cuffia con della musica ad alto volume e, in tre minuti, deve indovinare i titoli di alcune canzoni suonate dall'orchestra e mimate dai compagni al centro dello studio. Al termine della prova, la squadra che ha indovinato più canzoni si aggiudica il jolly.
- Doppio Mito (ed. 4): in questo gioco, il conduttore canta un brano imitando la voce di un cantante diverso. Le squadre prenotandosi al pulsante, devono indovinare sia l'artista imitato che il titolo della canzone e chi ne indovinerà di più vincerà il jolly.
- Lip Sync Duel (ed. 2-4): in questo gioco, un VIP deve muovere il labiale in sincrono con il video originale della canzone, spesso di genere molto distante dalla vocazione musicale del concorrente. Il VIP che riceve più applausi dal pubblico, fa vincere il jolly alla propria squadra.
- Il cantante smemorato (ed. 4): in questo gioco, le squadre devono indovinare il testo corretto di una canzone cantata da tre artisti ospiti in modo errato. La squadra che avrà indovinato il maggior numero di testi si aggiudicherà il jolly.
- La canzone recitata (ed. 3-4): in questo gioco, Fabio Balsamo leggerà alcuni testi di canzoni recitandole in maniera teatrale, le due squadre devono indovinare il titolo della canzone in questione e la prima squadra che si prenota e ne indovina di più si aggiudica il jolly.
- L'asta musicale (ed. 1-4): in questa prova, i due avversari scelti dai capisquadra, attraverso un indovinello in rima baciata e una sequenza di dieci note musicali, devono indovinare il titolo di una canzone. I concorrenti partecipano a un'asta valutando con quante note riusciranno a indovinare la canzone. Il concorrente si aggiudica l'asta quando l'avversario dice "passo", oppure al raggiungimento di una sola nota. Dopo aver ascoltato il numero di note richieste, il concorrente ha cinque secondi per dare il titolo. I titoli da indovinare sono sei. Il componente della squadra che indovinerà più titoli farà vincere il jolly al proprio team. Nella seconda edizione i componenti della squadra possono consultarsi tra loro e si aggiudica il jolly la squadra che totalizza per prima cinque punti.
- 7x30 (ed. 1-4): in questo gioco finale, due componenti scelti dai capisquadra devono indovinare 7 canzoni in 30 secondi. Nel caso in cui il titolo non si sappia, oltre a passare, il componente può giocare il jolly e far ascoltare ai compagni di squadra 10 secondi dello stesso brano e chiedere a questi ultimi un suggerimento. Al termine del gioco, il concorrente che avrà indovinato più motivi farà vincere il suo team, che tornerà a giocare nella puntata successiva.

#### Prove passate
- Canzoni alla radio (ed. 1): in questo gioco, le due squadre dovevano indovinare cinque sequenze di quattro canzoni e la prima squadra che si prenotava e ne indovinava di più anche se non in ordine cronologico si aggiudicava il jolly.
- Il pezzo forte (ed. 1): in questo gioco, uno o due componenti per squadra dovevano cantare il loro "pezzo forte" e al termine delle esibizioni il pubblico in studio doveva applaudire. Il concorrente che aveva ricevuto più applausi faceva vincere il jolly al team di appartenenza.
- La canzone sbagliata (ed. 1-2): in questa prova, Papi interpretava tre canzoni sbagliando la frase finale. La squadra per rispondere, doveva prenotare il pulsante e cantare la frase giusta. Il meccanismo di assegnazione dei punti e del jolly era analogo al gioco del cantante misterioso.
- Senza parole (ed. 1-3): in questo gioco, le due squadre di VIP dovevano indovinare premendo il pulsante il titolo della canzone di un brano suonato dall'orchestra. La squadra che indovinava cinque brani per prima, si aggiudicava il jolly.
- Il cantante misterioso (ed. 1-3): in questo gioco, le squadre vedevano tre sagome di cantanti ospiti della trasmissione e dovevano indovinare chi erano prenotandosi al pulsante, con la possibilità di fare alcune domande e sentendo strumento dopo strumento la loro canzone più rappresentativa. La squadra che indovinava più cantanti si aggiudicava il jolly. Dalla seconda alla terza edizione, ogni cantante indovinato doveva dare diritto a uno o più punti (uno per il primo, due per il secondo e tre per il terzo). Chi conquistava più punti ottiene il jolly, in caso di pareggio la prima squadra che indovinava un motivo di spareggio otteneva il jolly.

## Edizioni
| Edizione | Conduzione   | Conduzione    | Periodo           | Periodo         | Puntate | Vincitori   | Vincitori        | Vincitori           | Vincitori      | Vincitori     | Regia               | Studio                                   |
| Edizione | Conduzione   | Conduzione    | Inizio            | Fine            | Puntate | Squadra     | Componenti       | Componenti          | Componenti     | Componenti    | Regia               | Studio                                   |
| -------- | ------------ | ------------- | ----------------- | --------------- | ------- | ----------- | ---------------- | ------------------- | -------------- | ------------- | ------------------- | ---------------------------------------- |
| 1ª       | Enrico Papi  | Enrico Papi   | 15 settembre 2020 | 13 ottobre 2020 | 5       | Team Morgan | Morgan           | Arisa               | Anna Tatangelo | Suor Cristina | Piergiorgio Camilli | Le Robinie Studios, Cologno Monzese (MI) |
| 2ª       | Enrico Papi  | Enrico Papi   | 7 aprile 2021     | 12 maggio 2021  | 6       | Donne       | Cristina D'Avena | Donatella Rettore   | Paola Barale   | Enrica Guidi  | Alessio Pollacci    | Studi EMG Italy, Milano                  |
| 3ª       | Ciro Priello | Fabio Balsamo | 26 aprile 2022    | 3 giugno 2022   | 6       | Donne       | Giulia Salemi    | Bianca Atzei        | Paola Barale   | Orietta Berti | Alessio Pollacci    | Studi EMG Italy, Milano                  |
| 4ª       | Ciro Priello | Fabio Balsamo | 25 gennaio 2023   | 8 marzo 2023    | 6       | Donne       | Asia Argento     | Elettra Lamborghini | Katia Follesa  | Aurora Leone  | Alessio Pollacci    | Studi EMG Italy, Milano                  |

## Puntate e ospiti

### Prima edizione (2020)
Il capitano di ogni squadra è segnato in corsivo. La squadra che vince la puntata accede automaticamente alla puntata successiva. La squadra vincitrice della prima edizione è quella composta da Morgan, Arisa, Anna Tatangelo e Suor Cristina, evidenziati in grassetto.
| Puntata | Messa in onda     | Squadra 1       | Squadra 1        | Squadra 1       | Squadra 1           | Squadra 2           | Squadra 2            | Squadra 2     | Squadra 2    | Ospiti                                                 | Ascolti        | Ascolti |
| Puntata | Messa in onda     | Squadra 1       | Squadra 1        | Squadra 1       | Squadra 1           | Squadra 2           | Squadra 2            | Squadra 2     | Squadra 2    | Ospiti                                                 | Telespettatori | Share   |
| ------- | ----------------- | --------------- | ---------------- | --------------- | ------------------- | ------------------- | -------------------- | ------------- | ------------ | ------------------------------------------------------ | -------------- | ------- |
| 1       | 15 settembre 2020 | Lino Banfi      | Cristina D'Avena | Suor Cristina   | Francesco Pannofino | Elettra Lamborghini | Cristiano Malgioglio | Orietta Berti | Paola Barale | Johnson Righeira, Christian, Cugini di Campagna        | 544 000        | 2,60%   |
| 2       | 22 settembre 2020 | Sabrina Salerno | Platinette       | Pippo Franco    | Aurora Ramazzotti   | Elettra Lamborghini | Cristiano Malgioglio | Orietta Berti | Paola Barale | Sandro Giacobbe, Davide De Marinis, Massimo Di Cataldo | 601 000        | 2,90%   |
| 3       | 29 settembre 2020 | Anna Tatangelo  | Lino Banfi       | Francesco Monte | Riccardo Fogli      | Elettra Lamborghini | Cristiano Malgioglio | Orietta Berti | Paola Barale | Valeria Rossi, Den Harrow, Francesco Baccini           | 666 000        | 3,20%   |
| 4       | 6 ottobre 2020    | Fabio Caressa   | Sabrina Salerno  | Jo Squillo      | Andrea Damante      | Elettra Lamborghini | Cristiano Malgioglio | Orietta Berti | Paola Barale | Paolo Mengoli, Viola Valentino, Alberto Camerini       | 528 000        | 2,50%   |
| 5       | 13 ottobre 2020   | Morgan          | Arisa            | Anna Tatangelo  | Suor Cristina       | Elettra Lamborghini | Cristiano Malgioglio | Orietta Berti | Paola Barale | Alessandro Canino, Tiziana Rivale, Ivan Cattaneo       | 569 000        | 2,90%   |

### Seconda edizione (2021)
La squadra che vince la puntata accede automaticamente alla puntata successiva. In questa edizione non sono previsti capitani di squadra. Vince la seconda edizione, la squadra delle donne composta da Enrica Guidi, Donatella Rettore, Paola Barale e Cristina D'Avena, evidenziate in grassetto.
| Puntata | Messa in onda  | Squadra Uomini | Squadra Uomini       | Squadra Uomini  | Squadra Uomini     | Squadra Donne  | Squadra Donne     | Squadra Donne   | Squadra Donne    | Ospiti                                          | Ascolti        | Ascolti |
| Puntata | Messa in onda  | Squadra Uomini | Squadra Uomini       | Squadra Uomini  | Squadra Uomini     | Squadra Donne  | Squadra Donne     | Squadra Donne   | Squadra Donne    | Ospiti                                          | Telespettatori | Share   |
| ------- | -------------- | -------------- | -------------------- | --------------- | ------------------ | -------------- | ----------------- | --------------- | ---------------- | ----------------------------------------------- | -------------- | ------- |
| 1       | 7 aprile 2021  | Joe Bastianich | Morgan               | Luca Toni       | Enzo Miccio        | Anna Tatangelo | Orietta Berti     | Sabrina Salerno | Antonella Elia   | Sandy Marton, Alexia, Audio Due                 | 499 000        | 2,10%   |
| 2       | 14 aprile 2021 | Bugo           | Dodi Battaglia       | Jake La Furia   | Guillermo Mariotto | Anna Tatangelo | Orietta Berti     | Sabrina Salerno | Antonella Elia   | Valerio Scanu, Carlotta, Sergio Caputo          | 729 000        | 3,24%   |
| 3       | 21 aprile 2021 | Riki           | Cristiano Malgioglio | Tullio Solenghi | Federico Lauri     | Anna Tatangelo | Orietta Berti     | Sabrina Salerno | Antonella Elia   | Alessio Bernabei, Marco Ferradini, Ivana Spagna | 630 000        | 2,80%   |
| 4       | 28 aprile 2021 | Riki           | Bugo                 | Jake La Furia   | Rocco Siffredi     | Anna Tatangelo | Orietta Berti     | Sabrina Salerno | Antonella Elia   | Luca Dirisio, Lisa, Marco Armani                | 827 000        | 3,70%   |
| 5       | 5 maggio 2021  | Riki           | Bugo                 | Jake La Furia   | Rocco Siffredi     | Enrica Guidi   | Donatella Rettore | Paola Barale    | Cristina D'Avena | Tony Esposito, Chiara Galiazzo, Drupi           | 723 000        | 3,32%   |
| 6       | 12 maggio 2021 | Gué Pequeno    | Gaudiano             | Morgan          | Guido Meda         | Enrica Guidi   | Donatella Rettore | Paola Barale    | Cristina D'Avena | Marco Carta, Francesca Alotta, Tricarico        | 716 000        | 3,30%   |

### Terza edizione (2022)
La squadra che vince la puntata accede automaticamente alla puntata successiva. In questa edizione non sono previsti capitani di squadra. Vincono la terza edizione, la squadra delle donne composta da Bianca Atzei, Giulia Salemi, Orietta Berti e Paola Barale. La terza puntata venne spostata al venerdì per evitare lo scontro con l'Eurovision Song Contest, tale giorno fu poi confermato anche per le rimanenti puntate.
| Puntata | Messa in onda  | Squadra Donne          | Squadra Donne   | Squadra Donne   | Squadra Donne  | Squadra Uomini  | Squadra Uomini | Squadra Uomini        | Squadra Uomini     | Ospiti                                             | Ascolti        | Ascolti |
| Puntata | Messa in onda  | Squadra Donne          | Squadra Donne   | Squadra Donne   | Squadra Donne  | Squadra Uomini  | Squadra Uomini | Squadra Uomini        | Squadra Uomini     | Ospiti                                             | Telespettatori | Share   |
| ------- | -------------- | ---------------------- | --------------- | --------------- | -------------- | --------------- | -------------- | --------------------- | ------------------ | -------------------------------------------------- | -------------- | ------- |
| 1       | 26 aprile 2022 | Sabrina Salerno        | Iva Zanicchi    | Mietta          | Michela Giraud | Rocco Siffredi  | Morgan         | Riki                  | Pierpaolo Pretelli | Jalisse, Silvia Salemi, Mal                        | 486 000        | 2,40%   |
| 2       | 3 maggio 2022  | Maria Grazia Cucinotta | Caterina Balivo | Chiara Galiazzo | Jo Squillo     | Rocco Siffredi  | Morgan         | Riki                  | Pierpaolo Pretelli | Riccardo Fogli, Elisabetta Viviani, Shalpy         | 390 000        | 2,10%   |
| 3       | 13 maggio 2022 | Sabrina Salerno        | Anna Tatangelo  | Syria           | Arisa          | Rocco Siffredi  | Morgan         | Riki                  | Pierpaolo Pretelli | Memo Remigi, Donatella Milani, Lorenzo Fragola     | 442 000        | 2,60%   |
| 4       | 20 maggio 2022 | Sabrina Salerno        | Anna Tatangelo  | Syria           | Arisa          | Red Canzian     | Bugo           | Lodo Guenzi           | Pierpaolo Pretelli | Dario Baldan Bembo, Rosanna Fratello, Moreno       | 401 000        | 2,40%   |
| 5       | 27 maggio 2022 | Sabrina Salerno        | Anna Tatangelo  | Syria           | Arisa          | Paolo Conticini | Jake La Furia  | Francesco Facchinetti | Max Angioni        | Paolo Vallesi, Tullio De Piscopo, Neja             | 333 000        | 2,10%   |
| 6       | 3 giugno 2022  | Bianca Atzei           | Orietta Berti   | Giulia Salemi   | Paola Barale   | Paolo Conticini | Jake La Furia  | Francesco Facchinetti | Pierpaolo Pretelli | Neri per Caso, Pino D'Angiò, Gianni Celeste, Rkomi | 373 000        | 2,50%   |

### Quarta edizione (2023)
La squadra che vince la puntata accede automaticamente alla puntata successiva, ma a differenza delle passate edizioni, alcuni componenti della stessa possono cambiare. Anche in questa edizione non sono previsti capitani di squadra. Nell'ultima puntata, curiosamente è stata presente, tra conduzione e concorrenti, la formazione dei Jackal al completo.
| Puntata | Messa in onda    | Squadra Donne  | Squadra Donne       | Squadra Donne     | Squadra Donne    | Squadra Uomini         | Squadra Uomini   | Squadra Uomini | Squadra Uomini     | Ospiti       | Ospiti                              | Ascolti        | Ascolti |
| Puntata | Messa in onda    | Squadra Donne  | Squadra Donne       | Squadra Donne     | Squadra Donne    | Squadra Uomini         | Squadra Uomini   | Squadra Uomini | Squadra Uomini     | Fissi        | Di Puntata                          | Telespettatori | Share   |
| ------- | ---------------- | -------------- | ------------------- | ----------------- | ---------------- | ---------------------- | ---------------- | -------------- | ------------------ | ------------ | ----------------------------------- | -------------- | ------- |
| 1       | 25 gennaio 2023  | Asia Argento   | Benedetta Parodi    | Irene Grandi      | Vladimir Luxuria | Fabio Caressa          | Nicola Savino    | Morgan         | Angelo Pisani      | Fausto Leali | Ivana Spagna, Alessandro Canino     | 565 000        | 3,40%   |
| 2       | 1º febbraio 2023 | Anna Tatangelo | Maria Di Biase      | Donatella Rettore | Soleil Sorge     | Fabio Caressa          | Claudio Amendola | Alvin          | Corrado Nuzzo      | Fausto Leali | Johnson Righeira, Fiordaliso        | 326 000        | 2,70%   |
| 3       | 15 febbraio 2023 | Anna Tatangelo | Maria Di Biase      | Antonella Elia    | Bianca Atzei     | Riki                   | Bugo             | Valerio Scanu  | Angelo Pisani      | Fausto Leali | Bobby Solo, Donatella Milani        | 400 000        | 2,40%   |
| 4       | 22 febbraio 2023 | Anna Tatangelo | Paola Barale        | Antonella Elia    | Vladimir Luxuria | Ermal Meta             | Enzo Miccio      | Jake La Furia  | Nicolas Vaporidis  | Fausto Leali | Jo Squillo, Valeria Rossi           | 421 000        | 2,60%   |
| 5       | 1º marzo 2023    | Asia Argento   | Elettra Lamborghini | Sabrina Salerno   | Elena Santarelli | Ermal Meta             | Enzo Miccio      | Jake La Furia  | Nicolas Vaporidis  | Fausto Leali | Tullio De Piscopo, Francesca Alotta | 361 000        | 2,20%   |
| 6       | 8 marzo 2023     | Asia Argento   | Elettra Lamborghini | Aurora Leone      | Katia Follesa    | Gianluca "Fru" Colucci | Claudio Amendola | Morgan         | Pierpaolo Pretelli | Fausto Leali | Riccardo Fogli, Elisabetta Viviani  | 481 000        | 3,20%   |

## Sigla
Nelle prime due edizioni del programma, condotte da Enrico Papi, la sigla fu la canzone Come si chiama (la canzone che fa), da lui cantata e accompagnata da un video a cui partecipavano i VIP concorrenti delle puntate e presente in forma breve dopo la fine delle pause pubblicitarie. La canzone venne pubblicata come singolo il 24 settembre 2020. Nella seconda edizione cambiarono solo la grafica e il ritmo.
Nel 2023, a partire dalla quarta edizione, la sigla del programma è Questo è Name That Tune! cantata da Ciro Priello e accompagnata da un corpo di ballo.

## Audience
Da maggio 2022 sono cambiati i criteri di rilevazione Auditel, inoltre la quarta edizione ha puntate di durata più lunga rispetto alle altre.
| Edizione | Rete televisiva | Anno | Stagione       | Programmazione | Programmazione | Programmazione | Programmazione | Programmazione | Programmazione | Programmazione | Telespettatori | Share | Premiere       | Premiere | Finale         | Finale |
| Edizione | Rete televisiva | Anno | Stagione       | L              | M              | M              | G              | V              | S              | D              | Telespettatori | Share | Telespettatori | Share    | Telespettatori | Share  |
| -------- | --------------- | ---- | -------------- | -------------- | -------------- | -------------- | -------------- | -------------- | -------------- | -------------- | -------------- | ----- | -------------- | -------- | -------------- | ------ |
| 1ª       | TV8             | 2020 | estate-autunno |                |                |                |                |                |                |                | 582 000        | 2,82% | 544 000        | 2,60%    | 569 000        | 2,90%  |
| 2ª       | TV8             | 2021 | primavera      | 687 000        | 3,07%          | 499 000        | 2,10%          | 716 000        | 3,30%          |                |                |       |                |          |                |        |
| 3ª       | TV8             | 2022 | primavera      |                |                |                | 404 000        | 2,35%          | 486 000        | 2,40%          | 373 000        | 2,50% |                |          |                |        |
| 4ª       | TV8             | 2023 | inverno        |                |                |                | 426 000        | 2,75%          | 565 000        | 3,40%          | 481 000        | 3,20% |                |          |                |        |

## Controversie
Il programma fu accusato di attingere alla formula di Furore, accusa poi smentita seccamente da Enrico Papi trattandosi piuttosto di un game show musicale.